# Heartland Filmfestival
Das Heartland Filmfestival ist ein jährliches Filmfestival, das in der US-amerikanischen Stadt Indianapolis im Oktober stattfindet. Das Festival wird seit 1992 durchgeführt. Sein selbstgenanntes Ziel ist es, „Filmemacher und das Publikum durch die transformative Kraft des Films zu inspirieren“.

## Preisträger des Grand Prize und des Publikumspreises
| Jahr | Grand Prize beste Erzählweise                                                      | Grand Prize beste Dokumentation | Grand Prize bester Kurzfilm                     | Publikumspreis                                           | Publikumspreis                                       | Publikumspreis                        |
| Jahr | Grand Prize beste Erzählweise                                                      | Grand Prize beste Dokumentation | Grand Prize bester Kurzfilm                     | beste Erzählweise                                        | beste Dokumentation                                  | bester Kurzfilm                       |
| ---- | ---------------------------------------------------------------------------------- | ------------------------------- | ----------------------------------------------- | -------------------------------------------------------- | ---------------------------------------------------- | ------------------------------------- |
| 1999 | Wayward Son                                                                        | –                               | –                                               | –                                                        | –                                                    | –                                     |
| 2000 | The Rising Place                                                                   | –                               | –                                               | –                                                        | –                                                    | –                                     |
| 2001 | The War Bride                                                                      | –                               | –                                               | –                                                        | –                                                    | –                                     |
| 2002 | To End All Wars                                                                    | –                               | –                                               | –                                                        | –                                                    | –                                     |
| 2003 | Saints and Soldiers – Die wahren Helden der Ardennenschlacht (Saints and Soldiers) | –                               | –                                               | –                                                        | –                                                    | –                                     |
| 2004 | Eine italienische Hochzeit (Love’s Brother)                                        | –                               | –                                               | –                                                        | –                                                    | –                                     |
| 2005 | Durch den Tod versöhnt (End of the Spear)                                          | –                               | A Kiss on the Nose                              | Voces inocentes                                          | Earthling                                            | The Man Who Walked Between the Towers |
| 2006 | Shooting Dogs                                                                      | The Hip Hop Project             | Shade                                           | Shooting Dogs                                            | A Man Named Pearl                                    | I Want to Be a Pilot                  |
| 2007 | Bella                                                                              | Hear and Now                    | Validation                                      | Man in the Chair                                         | Hear and Now                                         | Validation                            |
| 2008 | Captain Abu Raed                                                                   | Pray the Devil Back to Hell     | Victoria                                        | Captain Abu Raed                                         | Ripple of Hope                                       | Go                                    |
| 2009 | Welcome                                                                            | P-Star Rising                   | Bicycle (Jitensha)                              | Like Dandelion Dust, A Shine of Rainbows (unentschieden) | After the Storm                                      | Grande Drip                           |
| 2010 | The Space Between                                                                  | Freedom Riders                  | The Butterfly Circus                            | Ways to Live Forever                                     | For Once In My Life                                  | The Butterfly Circus                  |
| 2011 | Red Dog                                                                            | Crime After Crime               | Thief                                           | Red Dog                                                  | Crime After Crime                                    | Sun City Picture House                |
| 2012 | 678                                                                                | Rising from Ashes               | Head Over Heels                                 | A Bottle in the Gaza Sea                                 | Stuck, Rising from Ashes (unentschieden)             | It Ain't Over                         |
| 2013 | Hide Your Smiling Faces                                                            | The Network                     | The Amber Amulet Wrinkles of the City: La Havna | 23 Blast                                                 | Life According to Sam, Blood Brother (unentschieden) | The Amber Amulet, Running Blind       |